# Arthur Lüdicke
Arthur Lüdicke (* 11. Dezember 1851 in Pirna; † März 1942, nach anderen Angaben: 3. November 1940) war ein deutscher Ingenieur und Hochschullehrer.

## Leben
Arthur Lüdicke war der Sohn eines Bahnhofsvorstehers. Nach dem Abitur arbeitete er insgesamt zwei Jahre lang als Volontär in verschiedenen Maschinenfabriken. 1870 begann er ein Studium in Dresden. Nach bestandenem Examen wurde er zunächst dort Assistent, wechselte kurze Zeit später aber nach München, wo er sich in Mechanischer Technologie habilitierte. Nach einem kurzen Aufenthalt als Professor an der Königlichen Industrieschule Nürnberg wurde er 1877 ordentlicher Professor in Braunschweig, wo er unter anderem in den Fächern Mechanische Technologie, Werkzeugmaschinenbau, Mühlenwesen, Papierfabrikation und Textilwesen lehrte. Im Alter von 70 Jahren beendete er seine Lehrtätigkeit. In den Jahren 1896/1897 und 1910/1912 war er Rektor der Technischen Hochschule Braunschweig. Buchveröffentlichungen von Lüdicke waren Mechanische Technologie, Die Weberei und Die Spinnerei.
Arthur Lüdicke war seit 1876 Mitglied des Vereins Deutscher Ingenieure (VDI). Mit der Gründung des Bayerischen Bezirksvereins des VDI trat er dem Verein mit der Mitgliedsnummer 3109 bei. Später saß er mehrfach dem Braunschweiger Bezirksverein des VDI vor.

## Auszeichnungen
- 1908: Ehrenmitgliedschaft des Braunschweiger Bezirksverein des VDI[3]
- 1921: Doktoringenieur ehrenhalber der TH Hannover[3]
- 1931: Ehrensenator der TH Braunschweig[3]
- 1933: VDI-Ehrenzeichen[1]
- Geheimer Hofrat